# Krugerrand
Krugerrand je jihoafrická zlatá mince, vyražená poprvé v roce 1967 Jihoafrickou mincovnou. Mince nemá nominální hodnotu, její hodnota je určena objemem zlata a jeho aktuální cenou. Účelem této mince bylo rozhýbat jihoafrický trh. V 80. letech pokrývala 90 % světového trhu zlatých mincí. Jméno mince je složenina jména „Kruger“ (bývalý jihoafrický prezident Paul Kruger znázorněný na aversu mince, vytvořeném podle návrhu Otta Schulze) a označením měnové jednotky Jihoafrické republiky „rand“. Na reversu je vyobrazený jeden ze symbolů Jihoafrické republiky – antilopa skákavá. Na minci jsou také nápisy „Jihoafrická republika“ napsané afrikánštinou i angličtinou.
Během 70. a 90. let některé západní mocnosti zakázaly import této mince, kvůli její údajné spojitosti s jihoafrickým apartheidem. V 21. století je mince populární nejen mezi investory, ale i mezi sběrateli.
Počet emitovaných kusů je hodně kolísavý. V letech 1967–1969 bylo každoročně vyraženo 40 000 kusů této mince. V 70. letech se jednalo o emisi 200 000 kusů, v roce 1974 spatřilo světlo světa dalších 1 000 000 kusů a v roce 1978 bylo vyrobeno dokonce 6 milionů kusů mince Krugerrand. S koncem apartheidu počet vyražených kusů rapidně klesl a v roce 1998 přibylo jen 23 277 nových Krugerrandů. Od roku 1998 se počet vyražených kusů ročně zvyšuje, ale předchozí rozmach se neočekává.

## Historie mince
Krugerrand byl představen v roce 1967 jako investiční příležitost pro veřejnost. Na rozdíl od dalších mincí ražených z drahých kovů, získal Krugerrand status zákonného platidla nebo měny. Aby zvýšili odolnost mince, byla ražena jako slitina mědi a zlata. Navzdory tomu, že mince byla zákonným platidlem, se z Krugerrandu stalo v období 70. a 80. let 20. století zboží zakázané k importu do mnoha západních zemí. Důvodem byly ekonomické sankce proti Jihoafrické republice kvůli její politice apartheidu.
V roce 1980 představoval Krugerrand 90 % celosvětového trhu zlatých mincí. V tomto roce také jihoafrická mincovna dala poprvé vyrazit tři zmenšeniny Krugerrandu, které se vyrábí dodnes. Jedná se o minci s 1/2 unce zlata, 1/4 unce zlata a 1/10 unce zlata. Celkově bylo v podobě mincí Krugerrand prodáno více než 46 milionů uncí zlata.

## Investiční mince inspirované Krugerrandem
Během stále rostoucí hodnoty zlata v 70. letech 20. století se Krugerrand rychle stala první volbou po světové investory, kteří chtěli nakupovat zlato. Jihoafrická republika v té době měla pod kontrolou přibližně 2/3 celosvětové produkce zlata. Odhaduje se, že mezi roky 1974 a 1985 bylo jen do Spojených států dovezeno 22 milionů mincí.
Obrovský úspěch této mince zapříčinil, že i další země produkující zlato se rozhodly razit své vlastní zlaté investiční mince. Vznikl takto například Zlatý Kanadský javorový list v roce 1979, Australský nuget v roce 1981, legendární zlatá Čínská panda v roce 1982, Americký orel v roce 1986 nebo britská mince Britannia v roce 1987.
Soukromé mincovny také vydávají vlastní zlaté či stříbrné emise (označení mince nese jen zákonné platidlo s nominální hodnotou) inspirované stylem Krugerrandu. Emise často vyobrazují Paula Krugera a antilopu skákavou, některé přímo kopírují vzhled Krugerrandu a jen změní nápisy. Takovéto numismaty nejsou emitovány Jihoafrickou mincovnou nebo vládou Jihoafrické republiky, tím pádem nejsou oficiální, nejsou zákonným platidlem a nemohou být považovány za mince.
V České republice zlaté investiční mince vydává Česká národní banka. Na rozdíl od Krugerrandu mají nominální hodnotu, a to většinou 5 000 Kč. K významným událostem, jako bylo 600 let od upálení Mistra Jana Husa nebo 800 let od Zlaté buly sicilské, je nominální hodnota mince určena na 10 000 Kč. Tyto mince také obsahují 1 unci zlata. Mince typu Krugerrand, která by se razila pravidelně, v České republice není. Je však možné ji prostřednictvím distributorů zakoupit.

## Vlastnosti mince
Původní Krugerrand s 1 uncí zlata má v průměru 32,77 mm. Váha mince je ve skutečnosti 1,0909 troyské unce. Je vyražena z 22 karátového zlata, takže téměř 92 % kovu je ryzí zlato, mince tedy obsahuje přesně 1 celou unci zlata. Zbylých 8 % váhy tvoří měď, která minci dodává více oranžový vzhled. Mince s malým obsahem mědi jsou také odolnější, takže se tak nepoškrábají.